# Спецкијаруцо (Бриндизи)
Спецкијаруцо (итал. Specchiaruzzo) је насеље у Италији у округу Бриндизи, региону Апулија.
Према процени из 2011. у насељу је живело 74 становника. Насеље се налази на надморској висини од 321 м.